# Henotesia undulans
Henotesia undulans är en fjärilsart som beskrevs av Charles Oberthür 1916. Henotesia undulans ingår i släktet Henotesia och familjen praktfjärilar. Inga underarter finns listade i Catalogue of Life.